# Тау Бистра (Алба)
Тау Бистра (рум. Tău Bistra) насеље је у Румунији у округу Алба у општини Шугаг. Oпштина се налази на надморској висини од 914 m.

## Становништво
Према подацима из 2002. године у насељу је живело 290 становника, од којих су сви румунске националности.